# Communauté de communes de la Région de Gacé
La communauté de communes de la Région de Gacé est une ancienne communauté de communes française, située dans le département de l'Orne et la région Normandie.

## Histoire
La communauté de communes de la Région de Gacé est créée par arrêté préfectoral du 20 décembre 1995.
Le 1er janvier 2017, la communauté de communes de la Région de Gacé fusionne avec la communauté de communes du Pays du Camembert et la communauté de communes des Vallées du Merlerault pour former la communauté de communes des Vallées d'Auge et du Merlerault.

## Composition
La communauté regroupait les quatorze communes de l'ancien canton de Gacé, aujourd'hui intégrées au canton de Vimoutiers :
| Nom                       | Code Insee | Gentilé      | Superficie (km2) | Population (dernière pop. légale) | Densité (hab./km2) |
| ------------------------- | ---------- | ------------ | ---------------- | --------------------------------- | ------------------ |
| Gacé (siège)              | 61181      | Gacéens      | 6,50             | 1 901 (2014)                      | 292                |
| Chaumont                  | 61103      | Chaumontais  | 19,51            | 183 (2014)                        | 9,4                |
| Cisai-Saint-Aubin         | 61108      | Cisaiens     | 14,49            | 170 (2014)                        | 12                 |
| Coulmer                   | 61122      |              | 6,68             | 90 (2014)                         | 13                 |
| Croisilles                | 61138      |              | 11,32            | 199 (2014)                        | 18                 |
| La Fresnaie-Fayel         | 61178      |              | 5,09             | 55 (2014)                         | 11                 |
| Mardilly                  | 61252      | Mardilisiens | 12,76            | 128 (2014)                        | 10                 |
| Ménil-Hubert-en-Exmes     | 61268      |              | 10,34            | 123 (2014)                        | 12                 |
| Neuville-sur-Touques      | 61307      |              | 15,35            | 232 (2014)                        | 15                 |
| Orgères                   | 61317      | Orgériens    | 12,04            | 148 (2014)                        | 12                 |
| Résenlieu                 | 61347      |              | 5,09             | 189 (2014)                        | 37                 |
| Saint-Evroult-de-Montfort | 61385      | Montfortais  | 22,36            | 355 (2014)                        | 16                 |
| Le Sap-André              | 61461      | Sap-Andréens | 9,53             | 114 (2014)                        | 12                 |
| La Trinité-des-Laitiers   | 61493      |              | 11,16            | 92 (2014)                         | 8,2                |

## Administration
| Période      | Période       | Identité          | Étiquette | Qualité            |
| ------------ | ------------- | ----------------- | --------- | ------------------ |
| janvier 1996 | avril 2001    | Albert Debotté    |           | Maire de Gacé      |
| avril 2001   | avril 2008    | Jean-Pierre Féret | DVD       | Maire d'Orgères    |
| avril 2008   | décembre 2016 | Nelly Nogues      |           | Maire de Résenlieu |